# Philipp Schwethelm
Philipp Martin Schwethelm (* 1. Mai 1989 in Engelskirchen) ist ein ehemaliger deutscher Basketballspieler.

## Karriere
Philipp Schwethelm begann im Alter von sechs Jahren beim TV Bensberg mit dem Basketballspielen. Als Jugendlicher spielte er ebenfalls Eishockey, Fußball und Tennis. Später wechselte er zu den Basketballern des TSV Bayer Leverkusen, kam aber bald nach Bensberg zurück. 2001 gewann er mit der D-Jugend des TV Bensberg die Westdeutsche Meisterschaft. Danach wechselte er zum Nachbarverein Köln 99ers und gab im Oktober 2005 16-jährig seinen Einstand in der Basketball-Bundesliga. Von 2009 bis 2011 spielte Schwethelm für die Eisbären Bremerhaven und zog mit der Mannschaft sowohl 2010 wie auch 2011 in die Play-offs ein. Im Spieljahr 2010/11 erreichte der Flügelspieler mit einem Schnitt von 10 Punkten je Begegnung den Bestwert seiner Bundesliga-Laufbahn. Zur Saison 2011/12 wechselte Schwethelm innerhalb der Liga zum Aufsteiger FC Bayern München.
Zur Saison 2012/13 verlängerte Schwethelm frühzeitig seinen Vertrag in München bis 2014. Aufgrund der sinkenden Spielzeit bei den Bayern wurde er jedoch für die Saison 2012/13 innerhalb der Liga an Ratiopharm Ulm ausgeliehen. Am 24. Juni 2013 gaben der FC Bayern München sowie Ratiopharm Ulm bekannt, dass der noch bestehende Vertrag in München aufgelöst wurde und Schwethelm einen Vertrag bis 2015 in Ulm unterzeichnet hat.
Nach Ablauf seines Vertrages erhielt Schwethelm in Ulm keinen neuen Vertrag und wechselte innerhalb der Liga zu den EWE Baskets Oldenburg. Ende Dezember 2019 erzielte er für die Niedersachsen im Spiel gegen den Mitteldeutschen BC 23 Punkte und damit den Höchstwert seiner Bundesliga-Zeit. Unmittelbar nach dem Ausscheiden Oldenburgs in der ersten Runde der Playoffs am 26. Mai 2021 verkündete er seinen Abschied vom Profisport. Schwethelm kam in seiner Bundesliga-Zeit auf 516 Einsätze. Sein Plan, mit seiner norwegischen Frau nach Oslo zu ziehen, um sich beruflich zu verwirklichen und ein Jahr halbprofessionell zu spielen, habe bereits vor Beginn der Saison festgestanden. In Norwegen wurde er beruflich tätig und schloss sich dem Erstligisten Bærum Basket an, für den er bis zum Ende der Saison 2021/22 spielte.

### Nationalmannschaft
Schwethelm vertrat die Auswahlmannschaften des Deutschen Basketball Bundes in den Altersklassen U16, U18 und U20 und nahm an insgesamt vier EM-Turnieren im Juniorenbereich teil. Im Juli 2010 gab er sein Debüt in der deutschen A-Nationalmannschaft. Er nahm an der WM 2010 sowie der EM 2011 teil, bei der er gegen die Türkei das wohl beste Länderspiel seiner Laufbahn bestritt und in der Schlussphase der Begegnung zum Sieggaranten der DBB-Auswahl wurde. Im Mai 2015 gab Schwethelm seinen Rücktritt aus der Nationalmannschaft bekannt. Er bestritt 49 A-Länderspiele für Deutschland.

## Erfolge
Verein
- Deutscher Meister mit Köln (2006)[16]
- Deutscher Pokalsieger mit Köln (2007)
- Deutscher Vizemeister mit Oldenburg (2017)

Nationalmannschaft
- U16-Europameister (B-Gruppe) (2005)

## Ehrungen
- Wertvollster Spieler (MVP) der Nachwuchs-Basketball-Bundesliga (2007)
- Bundesliga-Nachwuchsspieler des Jahres (2008)[17]
- Wahl in die Starting-Five der Allstars-Nord für den All-Star-Day 2011
- Nominierung für den All-Star-Day 2012
- Wertvollster Spieler (MVP) des BBL-Allstar-Days: 2017[18]

## Sonstiges
Schwethelm schaffte trotz hoher sportlicher Anstrengungen unter anderem durch die Förderung im Sportinternat Köln (ab August 2005) 2008 das Abitur am Apostelgymnasium. 2018 brachte er zusammen mit Jörg Bencker und Patric Böhle das Buch „Profi sein - Nicht nur im Sport“ heraus, in dem Ratschläge für den Umgang mit Vermögen, Steuerfragen und dem Leben nach dem Profisport gegeben werden.